# متحف ومكتبة المرأة (لندن)
مكتبة المرأة هي المكتبة والمتحف الرئيسييان في إنجلترا حول قضايا المرأة والحركة النسائية، مع التركيز على تاريخ بريطانيا في القرنين التاسع عشر والعشرين. تمتلك المكتبة تاريخ مؤسسي كمجموعة متماسكة يعود تاريخها إلى منتصف عشرينيات القرن الماضي، على الرغم من أن مجموعتها الأساسية تعود إلى مكتبة أنشأتها روث كافنديش بينتينك في عام 1909. أصبح المتحف والمكتبة منذ عام 2013 تحت إمرة كلية لندن للاقتصاد والعلوم السياسية، التي تدير المتحف والمكتبة كجزء من المكتبة البريطانية للعلوم السياسية والاقتصادية في منطقة مخصصة تُعرف باسم مكتبة المرأة.

## نظرة عامة على المجموعات
تحتوي المجموعات المطبوعة في مكتبة المرأة على أكثر من 60.000 كتاب ومنشور، وأكثر من 3500 دورية في صورة سلسلة من المجلات والصحف، وأكثر من 500 مجلة للمعجبين. كما يوجد بالإضافة إلى الأعمال العلمية حول تاريخ المرأة، السير الذاتية، والأعمال الشعبية، والمنشورات الحكومية، وبعض الأعمال الأدبية. وتوجد أيضًا مجموعات قصاصات صحفية واسعة النطاق.
تحتوي مجموعة متحف المكتبة على أكثر من 5000 قطعة، بما في ذلك أكثر من 100 لافتة من أجل المطالبة بحق المرأة في الاقتراع ولافتات أخرى حديثة، وصور فوتوغرافية، وملصقات، وشارات، ومنسوجات، ومشعولات من السيراميك. كما يوجد أكثر من 500 أرشيف شخصي وتنظيمي، تتراوح أحجامها من واحد إلى عدة مئات من الصناديق.
صنف مجلس المتاحف والمكتبات والأرشيف في فبراير 2007 مجموعات مكتبة المرأة ضمن المجموعات الوطنية الهامة لأهميتها الوطنية والدولية البارزة. وأُدرجت في عام 2011 عناصر من أرشيف حق المرأة في الاقتراع المحفوظة في مكتبة المرأة في سجل ذاكرة العالم التابع لليونسكو في المملكة المتحدة باعتبارها تراث وثائقي لحركة حق المرأة في التصويت في بريطانيا من عام 1865 إلى عام 1928.

## التاريخ

### جمعية لندن لحق المرأة في التصويت/جمعية فوسيت
تعود جذور مكتبة المرأة إلى جمعية لندن لحق المرأة في التصويت، وهي مجموعة تأسست عام 1867 للدعوة إلى حق التصويت. كانت المساهم الأساسي في مجموعات المكتبة هي مكتبة كافنتيس بينتيك التي تأسست عام 1909 على يد روث كافينديش بينتينك. نظمت المجموعة أمينة المكتبة فيرا دوي، التي عُينت في 1 يناير 1926م. كانت تسمى المكتبة في ذلك الوقت ولسنوات عديدة بعد ذلك بمكتبة خدمة المرأة وفقًا للاسم الذي كان يُطلق عليها منذ اندلاع الحرب العالمية الأولى. بقيت دوي في المنصب لمدة 41 عامًا، وخلال هذه الفترة أخذت مكتبة مجتمعية صغيرة ولكنها مثيرة للاهتمام وحولتها إلى مورد رئيسي له سمعة دولية.
احتلت المكتبة في الأصل منزلًا في شارع مارشام بوستمنستر تم تحويله وتطويره في ثلاثينيات القرن الماضي ليصبح دار خدمة المرأة، وهو مركز نسائي رئيسي على مسافة قريبة من البرلمان. ضم أعضاء المجتمع والمكتبة كتّاب مثل فيرا بريتين وفيرجينيا وولف، بالإضافة إلى سياسيين كان أبرزهم إليانور راثبون. كتبت فيرجينيا وولف عن المكتبة لإثيل سميث قائلةً: أعتقد أنها الوديعة المُرضية الوحيدة تقريبًا لأموال خنازير غينيا الضالة.
تعرضت المكتبة خلال الحرب العالمية الثانية لأضرار بسبب القنابل أثناء قصف لندن، ولم يكن للمكتبة منزل دائم حتى عام 1957 حتى انتقلت إلى شارع ويلفريد بالقرب من محطة سكة حديد فيكتوريا . وبحلول هذا الوقت، كانت الجمعية والمكتبة قد غيرتا اسميهما إلى جمعية فوسيت ومكتبة فوسيت، إحياءً لذكرى زعيمة حركة المناداة بحق الاقتراع غير المتشددة ميليسنت غاريت فوسيت، وابنتها فيليبا فوسيت، وهي معلمة مؤثرة وداعمة مالية للجمعية.

### جامعة لندن للفنون التطبيقية / جامعة لندن جيلدهول / جامعة لندن متروبوليتان
وجدت جمعية فوسيت في السبعينيات صعوبة متزايدة في الحفاظ على المكتبة. واستحوذت عليها في عام 1977جامعة لندن للفنون التطبيقية، والتي أصبحت في عام 1992 جامعة لندن جيلدهول. أمضت المكتبة بعد ذلك ما يقرب من 25 عامًا في قبو ضيّق معرض بشكل متزايد للفيضانات، مع زيادة مخزونها بشكل كبير، وزيادة قاعدة مستخدميها واتصالاتها بالموارد الأخرى على الصعيدين الوطني والدولي.
أصبح من الواضح بشكل متزايد أن هذه المرافق لم تكن كافية لتخزين المجموعة، وبرزت فكرة مشروع للحفاظ على المواد وزيادة وصول عامة الناس إلى المكتبة. منح صندوق يانصيب التراث في عام 1998 منحة قدرها 4.2 مليون جنيه إسترليني للجامعة لتخصيص مبنى جديد للمكتبة. كان الموقع المختار في شارع أولد كاسل في ألدجيت في الطرف الشرقي من لندن، وهو عبارة عن غرفة غسيل، ومكان لعمالة النساء، وحافظ المهندسون المعماريون على واجهته وتغير اسمها من مكتبة فوسيت إلى مكتبة المرأة، وافتُتحت المكتبة الجديدة للجمهور في فبراير 2002. حصلت المكتبة في موقعها الجديد المبني لهذا الغرض من مؤسسة رايت أند رايت للعمارة، والذي يشمل غرفة قراءة وقاعة عرض والعديد من المساحات التعليمية، والأرشيف على جائزة من المعهد الملكي للمهندسين المعماريين البريطانيين. اندمجت جامعة لندن جيلدهول مع جامعة شمال لندن في أغسطس من نفس العام لتصبح جامعة لندن الحضرية.
استضافت مكتبة المرأة تحت رعاية جامعة لندن الحضرية برنامجًا متغيرًا من المعارض في مساحة المتحف الخاصة بها؛ وشملت الموضوعات حق المرأة في التصويت، وملكات الجمال، والعمل المكتبي، وسياسة الثمانينيات، وتحرير المرأة، وعمل المرأة، والحرف المنزلية النسائية. وكان معرضها وبرنامجها التثقيفي حول الدعارة مدرجًا منذ فترة طويلة في جائزة جولبنكيان لعام 2007. كما عقدت المكتبة محاضرات عامة، وأفلام، وأدارت مجموعات قراءة ودورات قصيرة، وقدمت جولات إرشادية، وعملت مع المدارس والمجموعات المجتمعية.
كرمت منظومة الشرف البريطاني ثلاثة أفراد لعملهم في المكتبة: فيرا دوي، وديفيد دوغان لمجهودها في دراسات المرأة، وجان فلورنس هولدر لخدمتها التطوعية في مكتبة المرأة.

### مدرسة لندن للاقتصاد

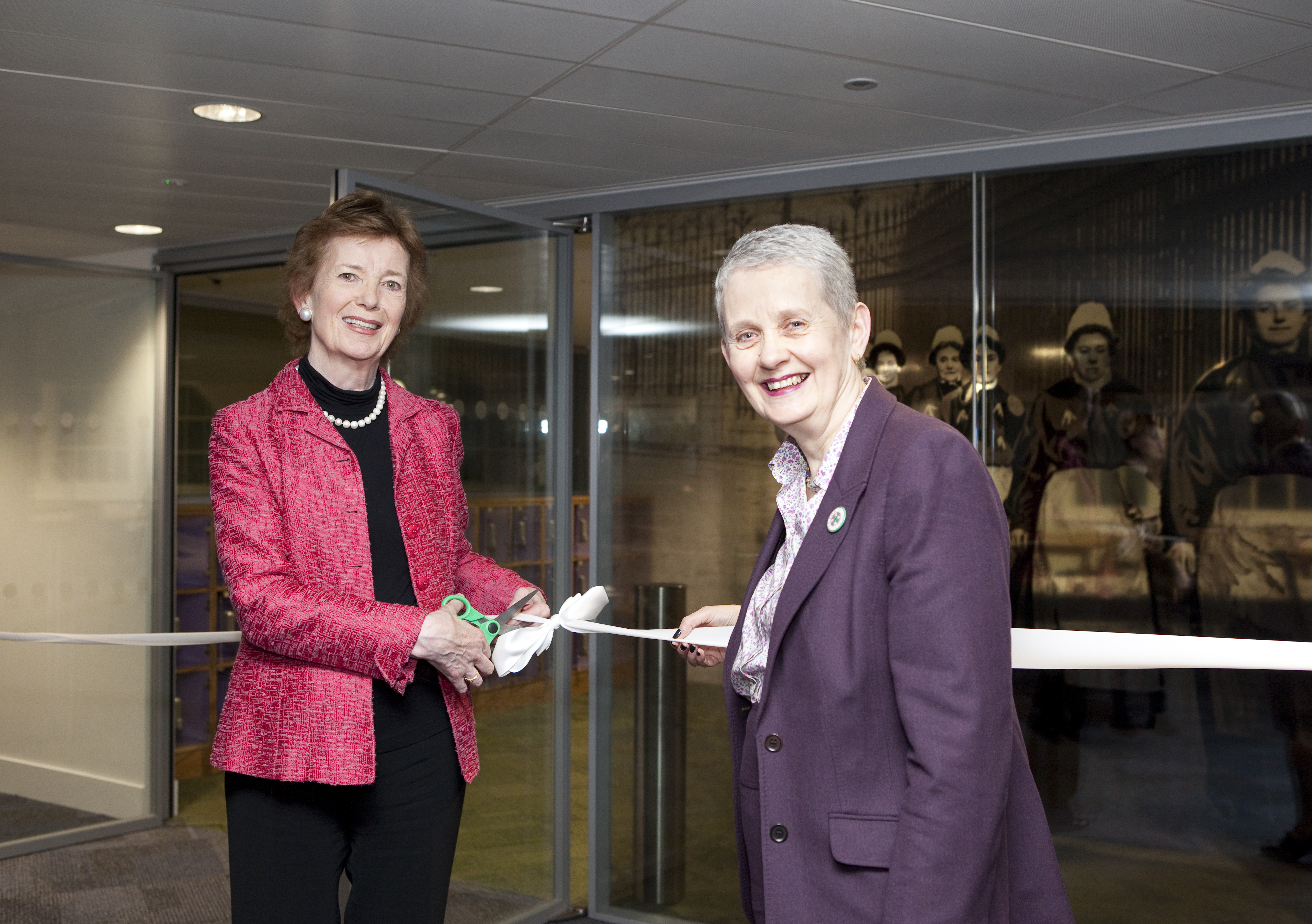
ماري روبنسون رئيسة أيرلندا السابقة، وأمينة المكتبة إليزابيث تشابمان في افتتاح غرفة القراءة الجديدة لمكتبة المرأة في 12 مارس 2014.

أعلنت جامعة لندن الحضرية في ربيع عام 2012 أنها قررت محاولة العثور على منزل جديد أو مالك أو راعي لمقتنيات المكتبة؛ بحجة أن معم مستخدمي المكتبة جاءوا من خارج الجامعة، وهددت بتقليص خدماتها إلى يوم واحد في الأسبوع إذا تعذر العثور على هذا الراعي. كما تأمل الجامعة في تحويل مبنى المكتبة إلى مسرح محاضرات. أُطلقت حملة للتبرع من أجل الحفاظ على مكتبة المرأة تهدف إلى الحفاظ على مجموعات مكتبة المرأة سليمة، والاحتفاظ بخبرات موظفيها، والبقاء في المبنى المخصص لها. اجتذبت عريضة معارضة تقليص أو إغلاق المكتبة في نهاية المطاف أكثر من 12000 توقيع. ووصفت مكتبة المرأة بأنها واحدة من أروع المكتبات المتخصصة في العالم وأكدت على أهمية الوطنية.
دعت الجامعة إلى لإقامة عطاءات من المؤسسات المهتمة، ووُجد أن اقتراح كلية لندن للاقتصاد هو الأكثر قبولًا. تضمن المشروع الحفاظ على المجموعات وصيانتها وتطويرها ككيان فردي داخل المكتبة البريطانية للعلوم السياسية والاقتصادية، مع غرفة قراءة مخصصة ومساحة أرشيفية. كما عرضت كلية لندن للاقتصاد التوظيف المستمر للموظفين الدائمين الذين يرغبون في البقاء بالمكتبة. أصبح الانتقال ساريًا في 2 يناير 2013. ولم يتم تسليم المبنى الحالي، لكنه ظل جزءًا من جامعة لندن الحضرية.

## المجموعات الرئيسية
تشمل المحفوظات الشخصية المحفوظة في مكتبة النساء تلك الخاصة بليزلي عبدلا، وأديلايد أندرسون، وإليزابيث جاريت أندرسون، ولويزا جاريت أندرسون، ومارجري كوربيت أشبي، وليديا بيكر، وهيلين بينتويتش، وروزا ماي بيلينجهورست، وتشيلي بوشير، وإليسي باورمان، وجوزفين بتلر، وباربرا كارتلاند، وجيل كريجي، وإميلي وايلدنج دافيسون، وشارلوت ديسبارد، وإميلي فيثفول، وميليسنت جاريت فوسيت، وفيدا غولدشتاين، وتيريزا بيلنجتون-جريج، وإلزبيث هاو، وهازل هانكينز هالينان، وماري لاوندز ، وكونستانس ليتون، وهارييت مارتينيو، وإديث هو مارتين، وأنجيلا ماسون، وهانا مور، وهيلينا نورمانتون، وإليانور راثبون، وكلير راينر، وشيلا روبوثام، ومود رويدن، وميرا ساد براون، ونانسي سيير، وبارونيس سيير، وإيلين شوالتر، وويليام توماس ستيد، وماري ستوت، ولويزا توينينج، وهنري ويلسون.
تشمل أرشيفات المنمات والجمعيات والحملات جمعية فوسيت، ورابطة حق التصويت للفنانات، وعدة مجموعات من الأوراق المتعلقة بمخيم السلام للنساء في غرينهام كومون، والتحالف الدولي للمرأة، وملكة جمال بريطانيا العظمى، وجمعية لندن لحق المرأة في التصويت، والاتحاد الوطني لجمعيات حق المرأة في الاقتراع، والسجل الوطني للمرأة، ومنمة جينجر بريد وتعني خبز الزنجبيل، وحملات لإلغاء قوانين الأمراض المعدية وخاصة جمعية الصحة الأخلاقية والاجتماعية، والمجلس الدولي للمرأة، ومجلس الباب المفتوح، ومستشفيات النساء الاسكتلندية للأجانب، ومنظمة نساء بالأسود في المملكة المتحدة، والاتحاد الوطني لمعاهد المرأة ، والرابطة النسائية الوطنية لمناهضة حق تصويت المرأة، ورابطة المرأة لمناهضة الضرائب.

## أصدقاء مكتبة المرأة
لعبت جمعية أصدقاء مكتبة المرأة أيضًا دورًا حيويًا في تعزيز وضمان النمو المستمر والاعتراف بمكتبة المرأة. دعمت جمعية أصدقاء مكتبة المرأة المكتبة لأكثر من 30 عامًا، وعبر العديد من الظروف المتغيرة. يجمع الأعضاء الأموال التي هم في أمس الحاجة إليها لتعزيز مجموعات المكتبة، واشتروا قطعًا نادرة في المزادات، ومولوا رقمنة المقابلات المسجلة، والمعارض التي رعتها المكتبة. كما ينظمون زيارات إلى الأماكن والمجموعات ذات الأهمية الخاصة في تاريخ المرأة البريطانية.

## روابط خارجية
- تاريخ مكتبة المرأة على موقع مكتبة المرأة